# 유엔 안전 보장 이사회 결의 제2722호
유엔 안전 보장 이사회 결의안 제2722호는 2024년 1월 10일에 가결되었다. 결의안에 따르면, 유엔 안전보장이사회는 예멘 후티 반군에 상선 및 상업선에 대한 모든 공격을 즉시 중단하고 포획된 선박 '갤럭시 리더'와 승무원을 석방할 것을 촉구하였다.
이틀 후 미국과 영국은 대한민국과 캐나다, 호주, 네덜란드, 오스트레일리아, 뉴질랜드, 바레인의 지원을 받아 후티 반군에 대한 일련의 공습과 미사일 공격을 개시하였다.

## 같이 보기
- 홍해 위기
- 유엔 안전 보장 이사회 결의 제2701 ~ 2800호 목록